# Rappenseekopf
Le Rappenseekopf est une montagne culminant à 2 468 ou 2 469 m d'altitude dans les Alpes d'Allgäu.
Il se situe à l'est du Rappensee et au sud du Hochrappenkopf, avec lequel il est relié par un col.
Un sentier mène à son sommet. Il est facilement accessible depuis le refuge du Rappensee via le Biberkopf ou par le col entre le Hochgundspitze et le Rappenseekopf.